# Бівалірудин
Бівалірудин (англ. Bivalirudin, лат. Bivalirudinum) — синтетичний препарат з групи прямих антикоагулянтів — прямих інгібіторів тромбіну. Бівалірудин застосовується виключно внутрішньовенно. Бівалірудин синтезований у лабораторії американської компанії «The Medicines Company», вперше отримав дозвіл для використання в Новій Зеландії в 1999 році, та випускається компанією під торговими марками «Ангіомакс» (для використання у США) та «Ангіокс» (для використання в Європі).

## Фармакологічні властивості
Бівалірудин — синтетичний препарат, що за своєю хімічною структурою є поліпептидом, який містить 20 амінокислотних залишків, та є синтетичним аналогом гірудину — природного антикоагулянта зі слини п'явки медичної. Механізм дії препарату полягає у зв'язуванні бівалірудину із каталітичною ділянкою тромбіну, а також із аніон-зв'язуючою ділянкою як вільного, так і зв'язаного тромбіну, що призводить до його інактивації та сповільнення процесу зсідання крові. Оскільки бівалірудин має здатність зв'язуватися як із вільним, так і зі зв'язаним із фібрином тромбіном, існує припущення, що він може впливати на формування тромбу. Бівалірудин є зворотнім інгібітором тромбіну. Бівалірудин збільшує тромбіновий час, протромбіновий час, частковий активований тромбопластиновий час та міжнародне нормалізоване відношення (МНВ). Бівалірудин застосовується переважно при проведенні крізьшкірного коронарного втручання для профілактики та лікування тромбозу стента, і при застосуванні його спостерігається менше побічних ефектів, ніж при застосуванні нефракціонованого гепарину, проте, згідно даних частини клінічних досліджень, має нижчу ефективність у порівнянні з гепарином.

### Фармакокінетика
Максимальна концентрація в крові бівалірудину досягається відразу після внутрішньовенної ін'єкції, біодоступність препарату становить 100 %. Препарат погано зв'язується з білками плазми крові (за виключенням тромбіну). Бівалірудин метаболізується під впливом протеаз у плазмі крові (у тому числі тромбіну), і не метаболізується ферментами печінки. Виводиться препарат із організму переважно із сечею у вигляді метаболітів, частково у незміненому вигляді. Період напіввиведення бівалірудину становить 35—40 хвилин (згідно даних фірми-виробника 22 хвилини, за іншими даними 25±12 хвилин), і цей час збільшується при нирковій недостатності.

## Показання до застосування
Бівалірудин застосовується при гострому коронарному синдромі (нестабільна стенокардія, інфаркт міокарду як без підйому сегмента ST, так із з підйомом сегмента ST), та для запобігання або зменшення ризику тромбозу коронарних судин у пацієнтів при проведенні крізьшкірного коронарного втручання.

## Побічна дія
При застосуванні бівалірудину найчастішими побічними ефектами є кровотечі, найчастіше із місця пункції судини при проведенні черезшкірних втручань, а також кровотечі інших локалізацій. При застосуванні бівалірудину спостерігаються також тромбози (у тому числі тромбоз коронарного стента). Серед інших побічних ефектів можуть спостерігатися тромбоцитопенія, анемія, висипання на шкірі, кропив'янка, анафілактичні реакції, головний біль, нудота, задишка, біль в грудній клітці або в паховій ділянці; описані також побічні ефекти з боку серцево-судинної системи — фібриляція передсердь або шлуночків, артеріальна гіпотензія, судинна псевданевризма, тахікардія або брадикардія.

## Протипокази
Бівалірудин протипоказаний при підвищеній чутливості до препарату або гірудину, при гострих кровотечах, неконтрольованій артеріальній гіпертензії, підгострому бактеріальному ендокардиті, нирковій недостатності (у тому числі при необхідності проведення гемодіалізу), при вагітності та годуванні грудьми, особам віком до 18 років.

## Форми випуску
Бівалірудин випускається у вигляді порошку для ін'єкцій у флаконах по 0,25 г.